# محمد بن تكين
محمد بن تكين بن عبد الله الخزري، هو قائد عباسي ووالي مصر لفترة قصيرة سنة 322 هـ منازعًا لأحمد بن كيغلغ.

## سيرته
هو ابن والي مصر لثلاث مرات تكين الخزري، بعد وفاة أبيه في منتصف ربيع الأوّل سنة 321 هـ ولي على مصر مكانه، وبعث له محمد القاهر بالله بالخلع، وثار به الجند فظفر بهم.
بعد ولاية أحمد بن كيغلغ الثانية في سنة 322 هـ اندلع قتال داخلي في الجيش بين المشارقة، ومعظمهم جنود ترك دعموا محمد بن تكين، والمغاربة من البربر والزنج الذين ساندوا ابن كيغلغ. ودُعي لمحمد بْن تَكِين بالإِمارة، وعزل الْحُسَيْن بْن مَعقِل عَن الشُّرَط، وولَّى مكانه بجكم الأَعوَر، ورجع حَبَشيّ فِي أصحابه إلى الصَّعيد ولحِق بِهِ محمد بْن عيسى النُّوشَري، فأمَّروه عليهم، وهم عَلَى الدُّعاء لأحمد بن كَيْغَلَغ، ثمَّ عدَّى حَبَشيّ النيل وأصحابه إلى الشرقيَّة، وأقبلوا إلى الفُسطاط، فعسكر محمد بْن تَكين من بِركة المَعافر إلى الفَجّ، وأيدته المغاربة، فلقِيَت عسكر محمد بْن تَكين ليلة السبت 6 ربيع الآخر سنة 322 هـ، فقُتل من الفريقين جماعة، ثمَّ التقَوا في اليوم التالي، فانهزمت المَغاربة، ورجع محمد بْن تكين، فنزل دار الإمارة. وأقبل أحمد بْن كَيْغَلغ إلى مِصر وأتت المَغاربة إلى الجِيزة، فنزلوا بُولاق، وعقد محمد بْن تَكين لحبكويه، وأحمد بْن بدر السُّمَيساطيّ على ألف من الجُند فِي طلَب المغاربة حيث كانوا، فالتقَوا فِي شَرقيُون فِي بلقيه يوم السبت 21 جمادى الآخرة سنة 322 هـ، فاقتتلوا قتالًا شديدًا، فانهزم حبكويه، وأحمد بْن بدر، وأصحابهما، واتّبعهم المَغاربة فقتلوا منهم خلقًا كثيرًا، ثمَّ عدّى المَغاربة النيل، فصاروا إلى بُلْبَيْس، فعسكر محمد بْن تَكين بباب المدينة ولحِق بجكَم بالمَغاربة، فجعل محمد بْن تَكين عَلَى الشُّرَط الْحُسَيْن بْن عليّ بْن مَعقِل، وأقبل أحمد بْن كَيْغَلَغ، فنزل المُنية يوم الخميس 3 رجب سنة 322 هـ، فانضمَّت إِلَيْهِ المَغاربة ولحِق بِهِ كثير من أصحابه محمد بْن تَكِين، فأمّنهم، ومضى محمد بْن تَكِين فِي النيل وترك عسكره، فلحِقوا كلهم بأحمد بْن كَيْغَلَغ، ودخل أحمد بْن كَيْغَلَغ الفُسطاط يوم الأحد 6 رجب، فصرف ابن مَعقِل عَن الشُّرَط وردّ بجكَم الأعوَر، وكانت مدة ولاية محمد بْن تَكِين بالفُسطاط مائة يوم واثني عشر يومًا.
مَّ وردت الأخبار بخلع القاهر بالله ووِلاية أَبِي العبَّاس الراضي بالله بن المُقتدِر، فعاد محمد بْن تَكِين، فألقى إلى الناس أن أمير المؤمنين الراضي بالله ولَّاه مِصر، فأقبل فِي جمع معه، فخرج إِلَيْهِ حَبَشيّ بْن أحمد فِي المَغاربة، فالتقَوا فيما بين فاقُوس وبُلْبَيْس بموضِع، يقال لَهُ: الطواحين، فاقتتلوا، فانهزم محمد بْن تكين وأُسر، وبُعث بِهِ إلى الفُسطاط، فأُخرج إلى الصعيد.